# Jewgeni Wladimirowitsch Sidichin
Jewgeni Wladimirowitsch Sidichin (russisch Евгений Владимирович Сидихин; * 2. Oktober 1964 in Leningrad) ist ein russischer Schauspieler. 1999 wurde er in der Rubrik Bester Darsteller für den russischen Filmpreis Nika für seine Darstellung in dem Film Barak (deutsch: Die Baracke) nominiert.

## Leben
Sidichin wuchs in Leningrad auf. Seit der 4. Klasse trainierte er Kampfkunst und Boxen. Später sollte er viermal Leningrader Meister werden. Nach dem Abschluss der Schulausbildung wurde er am Leningrader Institut für Theater, Musik und Kinematographie angenommen, jedoch bereits im ersten Studienjahr zum Wehrdienst eingezogen. Er absolvierte seine Militärzeit in Turkmenistan und in der militärischen Aufklärung in Afghanistan. Nach dieser Zeit nahm er seine Ausbildung am Leningrader Institut wieder auf und schloss diese erfolgreich 1989 ab. Er war hiernach am Lensowjet-Theater in seiner Heimatstadt und am Bolschoi-Theater tätig. Sidichin war kurzzeitig auch auf dem Sender NTW als Talkmaster zu sehen. 1991 startete er seine Karriere als Filmschauspieler.
Außerhalb seines Heimatlandes wurde er unter anderem durch die Rolle des russischen Offiziers Andrej Rybkin in dem Kinofilm Anonyma – Eine Frau in Berlin aus dem Jahr 2008 bekannt.

## Filmografie
- 1991: Die Gräfin
- 1991: Hinter der letzten Linie
- 1993: Operation Luzifer
- 1993: Der letzte Samstag
- 1994: Ohne einen Rückweg
- 1995: Wolfsblut
- 1997: Haus der Reichen
- 1999: Barakke
- 2000–2005: St. Petersburg – Stadt der Banditen
- 2001: Der zwölfte Herbst (Maxim)
- 2002: Antikiller („Barkasse“)
- 2008: Anonyma – Eine Frau in Berlin (Andrej Rybkin)
- 2008: Der Teufel
- 2008: Idealisten
- 2008: Der eiserne Kuss
- 2008: Die toten Seelen
- 2008: Jenseits (Artjom)
- 2009: Die Insel
- 2009: Das russische Kreuz
- 2016: Tschiller: Off Duty (Alexander Kinski)
- 2018: Werk ohne Autor